# Lago San Antonio
El lago San Antonio es un cuerpo de agua superficial de pequeña extensión ubicado al suroeste de Queilén en la isla de Chiloé, Región de Los Lagos, Chile.

## Descripción
Cubre un área de solo 3,3 km² y el área de su cuenca hidrográfica es 24,8 km². Su profundidad máxima y media alcanza a 10,9 m y 5,4 m respectivamente. Su tiempo de renovación calculado es de 0,447 años. Es un lago distrófico.: 60 